# Юрий Айтжанов
Айтжанов Юрий Бельгибаевич (родился 23 марта 1954, в Чкалово, Кокчетавская область) — композитор-исполнитель, гитарист, песни, баллады, романсы.

## Биография
Отец работал на руководящих должностях, мать учительница с 45-летним стажем работы, отличник народного образования. В семье все пели: старшие и младшие. А пели потому что родители были талантливые и музыкальные. Мама, сопровождая себя на домбре(Казахский музыкальный национальный инструмент) исполняла классические казахские песни. Отец был знатоком казахской оперы, а младший брат отца был солистом Государственной Академического театра имени Абая. Дом был заполнен музыкальными инструментами: гармонь, баян, гитара, балалайка и конечно, домбра. Юрий, ещё будучи учеником младших классов, самостоятельно научился играть на гармошке, на баяне а позже на гитаре, не плохо пел. В семье по инициативе мамы, часто устраивались домашние концерты, с пением и танцами. Юра не расставался с гитарой: играл друзьям, играл во дворе, играл везде, уходил в армию с гитарой на плече. Обладая богатым воображением, Юрий унаследовал от старших в семье чувство юмора, остроумие, талант рассказчика импровизированных историй, анекдотов, которыми мог оживить любую компанию.
1971 окончил среднию школу а в 1972 году поступил в Кокчетавский педогогический институт имени Ч. Ч. Уалиханова на физико-математический фокультет. Прервав учёбу в институте, уходит работать артистом инструменталистом в ансамбль 'Айнакол' Кокчетавский городской филармонии. С мая 1974 года по май 1976 года служил в рядах Советской армии затем продолжил учёбу в пед институте, который закончил в 1979 году. С 1979 по 1996 год работает преподавателем физики и математики в средней школе, а затем в музыкальном училище города имеет 17 летний педогогический стаж. 1996 был принят на работу в Кокчетавскую городскую филармонию в качестве Зам. Директора по коммерческой работе, а с 1998 по 2005 работает директором городской филармонии города Кокшетау. В трудные для страны годы Юрий Айтжанову удалось сохранить и возродить филармонию. Благодаря его усилиям были возвращены трех и четырёх летние долги по зарплате всем работникам. Вскоре филармонию обрела статус областной филармонии. Несмотря на трудности проводились концерты как по городу так и с выездом в соседние области. Юрий Бельгибаевич Айтжанов был награждён юбилейной медалью '10 лет Независимости Казахстана', благодарственным письмом попечительского совета фонда «Акмола Бобек», благодарстенным письмом Ассоциации деловых женщин в конкурсе 'Лучший мужчина года' в номинации 'Творческая личность'. С 1998 года началась творческая деятельность в качестве композитора, исполнителя собственных песен.
В этом же году состоялась знаменательная встреча с известным Российским поэтом Егением Евтушенко на стихи которого Юрий Айтжанов написал песню «Старый друг». Е.Евтушенко высоко оценил первый опыт Юрия Бельгибаевича он предложил работать вместе. Началась их совместная творческая дружба на стихи Евтушенко Айтжанов написал около 30 песен. 1999 году был приглашен Е.Евтушенко на творческий юбилей поэта в Москву, где Юрий Бельгибаевич дал концерт в знаменитом актовом зале Политехнического Музея при полном аншлаге. В том же году Москве вышла на свет аудио книга Евгения Евтушенко «Я — разный» в двух аудио касетах с записями песен Юрия Айтжанова которые поныне продаются в Москве, в последующие дни был приглашен на радио «Эхо Москвы», «Говорит Москва» с выступлениями в прямом эфире. 1998 года по 2008 год Юрий Айтжанов совершил турне по городам Казахстана, России, некоторые концерты проводились с Е.Евтушенко. С восторгом встречали выступления Юрий Бельгибаевича Айтжанова в городах России: Тольятти, Омск, Екатеринбурге, Челябинске, в Самаре в клубе известного барда Олега Митяева а так-же городах Казахстана: Алматы, Астане, Атырау, Актюбинске, Жезказгане, Экибастузе, Петропавловске, Павлодар и других городах. Во время концерта в Алматы произошла памятная встреча с Мухтаром Шахановым, Ч. Айтматовым в сопровождении министром культуры Республики Казахстан Д.Касеиновым который транслировался по центральному каналу «Хабар».
Юрий Айтжанов выступал на многочисленных фестивалях бардовской песни: международным имени Грушина под Самарой на волге, Ильменском под Мияссом 'Синегорье' в Бурабае и других. И всюду занимал призовые места, об этом свидетельствуют многочисленные дипломы и грамоты. Он — лауреат пятого международного фестиваля авторской песни «Синегорье 2000 год», в международном фестивале авторской песне «Горное Эхо» 2005 год награждён дипломами в номинациях:
- 'Приз зрительских симпатии'
- 'О родном городе'
- 'Туристская'
- 'Гранд-при'
- 'Патриотическая'
- 'Композитор'
- 'Автор-исполнитель'
- 'Акын'

Лауреат Республиканского фестиваля поэтов и барда в городе Петропавловск 'Лето 2006'.
Гранд-призер фестиваля бардовской песни 'Давайте знакомиться' в городе Павлодар в 2005 и многих других.
Ю.Айтжанов успел написать 80 песен на диски, которые вошли в 7 альбомов. К сожалению, многие песни остались незаписанными.
Ю.Айтжанов как композитор работал с известным поэтом К.Салыковым, на стихи которого создал незабываемые мелодии. Написанны мелодии на стихи поэтов Р.Гамзатова, Н.Доризо, В.Самсонов, Г.Стрелецкого, Г.Морозовой, Т.Королёвой, О.Иоффе, Р.Хисамутдинова и Мухтара Шаханова и других.
Многолетняя дружба связывала Ю.Айтжанова с геологами в честь которых были написаны несколько песен. Состоялись неоднократно концерты в конференц зале Министерства Экологии. На одном из таких вечеров Юрию Бельгибаевичу была вручена именная гитара от Министра Экологии Серикбека Даукеева.
Последние годы жизни, тяжело больной Юрий Айтжанов принимал участие в виртуальных конкурсах и Международных фестивалях авторской песни, на четырёх из них одержал победу. Ежедневно получал 100 и более писем по интернету, где имел свой сайт, от поклонников и фанатов с благодарными отзывами. В 2011 году ему вручено звание 'Мәдениет Қайраткері' Министерством культуры Республики Казахстан. 29 февралях 2012 года после продолжительной болезни Ю.Айтжанов ушел из жизни. Юрий Айтжанов — самородок сочинял (не писал!) не зная нот, то есть не имея музыкального образования обладал обсолютным музыкальным слухом и феноменальным музыкальной памятью, все свои сочинения помнил без записи наизусть.

## Семья
- Отец — Бельгибай Айтжан (1910—1987) ветеран войны и труда, персональный пенсионер Республиканского значения.
- Мать — Шарапат Айтжанова (1914—1998) учительница, стаж 45 лет отличник народного образования.
- Жена — Ася Айтжанова (1956) преподаватель иностранных языков
- Дочь — Сальвия Айтжанова (1977) преподаватель иностранных языков
- Дочь — Нурия Айтжанова (1983) Художница
- Внуки — Алишер, Ескендир, Алан и Валерия.

## Творчество
Песни на стихи Евгений Евтушенко
- сл. Ев. Евтушенко.муз.и исп. Юри Шарафат — Паровозный Гудок..
- сл. Ев. Евтушенко.муз.и исп. Юри Шарафата — Баллада о Женщине..
- сл. Ев. Евтушенко.муз.и исп. Юри Шарафата — Был я ранен..
- сл. Ев. Евтушенко.муз.и исп. Юри Шарафата — Вдохновение..
- сл. Ев. Евтушенко.муз.и исп. Юри Шарафата — Кладбище Китов..
- сл. Ев. Евтушенко.муз.и исп. Юри Шарафата — Кредо..
- сл. Ев. Евтушенко.муз.и исп. Юри Шарафата — Любимая, больно..3
- сл. Ев. Евтушенко.муз.и исп. Юри Шарафата — Мужчина и Женщина..
- сл. Ев. Евтушенко.муз.и исп. Юри Шарафата — Монолог голубого песца..
- сл. Ев. Евтушенко.муз.и исп. Юри Шарафата — Не в первый раз… ..
- сл. Ев. Евтушенко.муз.и исп. Юри Шарафата — Не исчезай..
- сл. Ев. Евтушенко.муз.и исп. Юри Шарафата — Нефертити..
- сл. Ев. Евтушенко.муз.и исп. Юри Шарафата — Ничто не сходит..
- сл. Ев. Евтушенко.муз.и исп. Юри Шарафата — Проклятье века..
- сл. Ев. Евтушенко.муз.и исп. Юри Шарафата — Профессор..
- сл. Ев. Евтушенко.муз.и исп. Юри Шарафата — Прощание с Красным Флагом..
- сл. Ев. Евтушенко.муз.и исп. Юри Шарафата — Старый друг..
- сл. Ев. Евтушенко.муз.и исп. Юри Шарафата — Страдание..
- сл. Ев. Евтушенко.муз.и исп. Юри Шарафата — Твоё лицо..
- сл. Ев. Евтушенко.муз.и исп. Юри Шарафата — Чёрные бандерильи.чтоб разозлить быка-торо на корриде в
- сл. Ев. Евтушенко.муз.и исп. Юри Шарафата — Чёрный пёс..
- сл. Ев. Евтушенко.муз.и исп. Юри Шарафата — Я разлюбил..
- сл. Ев. Евтушенко.муз. Юри Шарафата — Исповедь..
- сл. Ев. Евтушенко.муз. Юри Шарафата — Третий снег..
- cл. Ев. Евтушенко.муз.и исп. Юри Шарафата — Городской романс..
- cл. Ев. Евтушенко.муз.и исп. Юри Шарафата — Оптимистическая баллада..
- cл. Ев. Евтушенко.муз.и исп. Юри Шарафата — Русский романс..
- перевод Ев. Евтушенко.муз.и исп. Юри Шарафата — Ярославна.
- А.и. Уговори меня.сл. Т.Королёвой, муз.и исп. Юри Шарафата
- сл. А.Толстого.муз.и исп. Юри Шарафата — За тех, кто в поле..
- сл. Вл. Самсонова.муз.и исп. Юри Шарафата — Буровикам Сибири..
- сл. Вл. Самсонова.муз.и исп. Юри Шарафата — За нами Земля..
- сл. Вл. Самсонова.муз.и исп. Юри Шарафата — Мои руки..
- сл. Вл. Самсонова.муз.и исп. Юри Шарафата — На разных полюсах..
- сл. Вл. Самсонова.муз.и исп. Юри Шарафата — Невозможность..
- сл. Вл. Самсонова.муз.и исп. Юри Шарафата — Улетают дети..
- сл. Г.Морозовой.муз. Юри Шарафата — Белые берёзы..
- сл. Гн. Стрелецкого.муз.и исп. Юри Шарафата — Ада..
- сл. Гн. Стрелецкого.муз.и исп. Юри Шарафата — Б.О.М.Ж..
- сл. Гн. Стрелецкого.муз.и исп. Юри Шарафата — Титаник..
- сл. Гн. Стрелецкого.муз.и исп. Юри Шарафата — Уходят на Россию поезда..
- сл. Гн. Стрелецкого.муз. Юри Шарафата — Письмо Президенту..
- сл. Гулрусхол Сафиевой.муз.и исп. Юри Шарафата — Сон..
- сл. Л.Килиблеевой.муз.и исп. Юри Шарафата — Нежность..
- сл. М.Немцева.муз.и исп. Юри Шарафата — А,всё же, жаль..
- сл. М.Немцева.муз.и исп. Юри Шарафата — Отречение..
- сл. М.Шокаева.муз.и исп. Юри Шарафата — Мотив..
- сл.муз.и исп. Юри Шарафата — Недругам..
- сл.муз.и исп. Юри Шарафата — Самым родным..
- сл.муз.и исп. Юри Шарафата — Серенада..
- сл. Н.Доризо.муз.и исп. Юри Шарафата — Mы свои..
- сл. Н.Доризо.муз.и исп. Юри Шарафата — Баллада о солдате..
- сл. Н.Доризо.муз.и исп. Юри Шарафата — Нет, ты не сон..
- сл. Н.Доризо.муз.и исп. Юри Шарафата — Песня об одном друге..
- сл. Н.Доризо.муз.и исп. Юри Шарафата — Расставание..
- сл. Н.Доризо.муз.и исп. Юри Шарвфата — Одиночество..
- сл. Н.Дороизо.муз.и исп. Юри Шарафата — Н.Пушкиной..
- сл. О.Йоффе.муз.и исп. Юри Шарафата — Алма-Ата..
- сл. Р.Артамонова.муз. Юри Шарафата — Экспедиция..
- сл. Р.Гамзатова.муз.и исп. Юри Шарафата — Мой день рождения..
- сл. Р.Гамзатова.муз.и исп. Юри Шарафата — Наивное сердце..
- сл. Р.Хисамутдинова.муз.и исп. Юри Шарафата — Свечи..
- сл. Т.Арчинековой.муз.и исп. Юри Шарафата — Возвращение..
- cл. К.Салыкова.муз.и исп. Юри Шарафата — Жаксы мен Жаман
- сл. К.Салыкова.муз.и исп. Юри Шарафата — (реквием)Мусага
- сл. К.Салыкова.муз.и исп. Юри Шарафата — Ак тилек
- сл. К.Салыкова.муз.и исп. Юри Шарафата — Адалдык
- сл. К.Салыкова.муз.и исп. Юри Шарафата — Капаш
- сл. К.Салыкова.муз.и исп. Юри Шарафата — Тагдыр
- сл. К.Салыкова.муз.и исп. Юри Шарафата — Туган Жер
- сл. К.Салыкова.муз.не известен.исп. Юри Шарафат — Сагыныш
- Б.в. Ауылыма.сл. К.Салыкова.муз.и исп. Юри Шарафата
- К.а. Тагдыр.сл. К.Салыкова, муз. Юри Шарафата, исп. Адам

## Дискография
- 1999 — Запись концерта в актовом зале в Политехническом Музее на творческом юбилее Евгения Александровича Евтушенко в Москве.
- 2001 — г. Москва вышла аудио книга Евгения Александровича Евтушенко и Юрия Айтжанова 'Я разный' в двух аудио кассетах. Подтверждение: Казахстанская правда 7 апреля 2017 года. Память. Статья 'Он остался верен своим идеалам' на смерть Е. А. Евтушенко. Автор Рима Артемеева.
- Он (Евтушенко) рассказывал о новой аудиокниге с названием 'Я разный', которое 2001 году вышла совместна с Кокшетауским певцом композитором Юрием Айтжановым 'творческий псевдоним Юрии Шарафат'.

## Медали и награды
- 2012 получил звание заслуженный деятель культуры Республики Казахстан
- Медаль «10 лет независимости Республики Казахстан»